# Lyptsi
Lyptsi est un village situé dans le raïon de Kharkiv en Ukraine il est le centre de la hromada du même nom.

## Géographie
Le village est proche de la frontière avec la Russie, à la confluence des rivières Liptchik et Kharkiv. Elle comptait 4 182 habitants en 2004.

## Histoire

### Histoire médiévale et moderne
Fondé en 1655 par les cosaques de l'Ukraine de la rive droite. Petro Vassyliovytch Chtchepkine (1865 -1941), enseignant populaire y est décédé.

### Invasion de l'Ukraine par la Russie
La ville passe sous le contrôle de la Russie entre le 24 février 2022 et septembre 2022 lors de la bataille de Kharkiv,.
La ville est attaquée à nouveau par les forces russes en mai 2024.

## En images

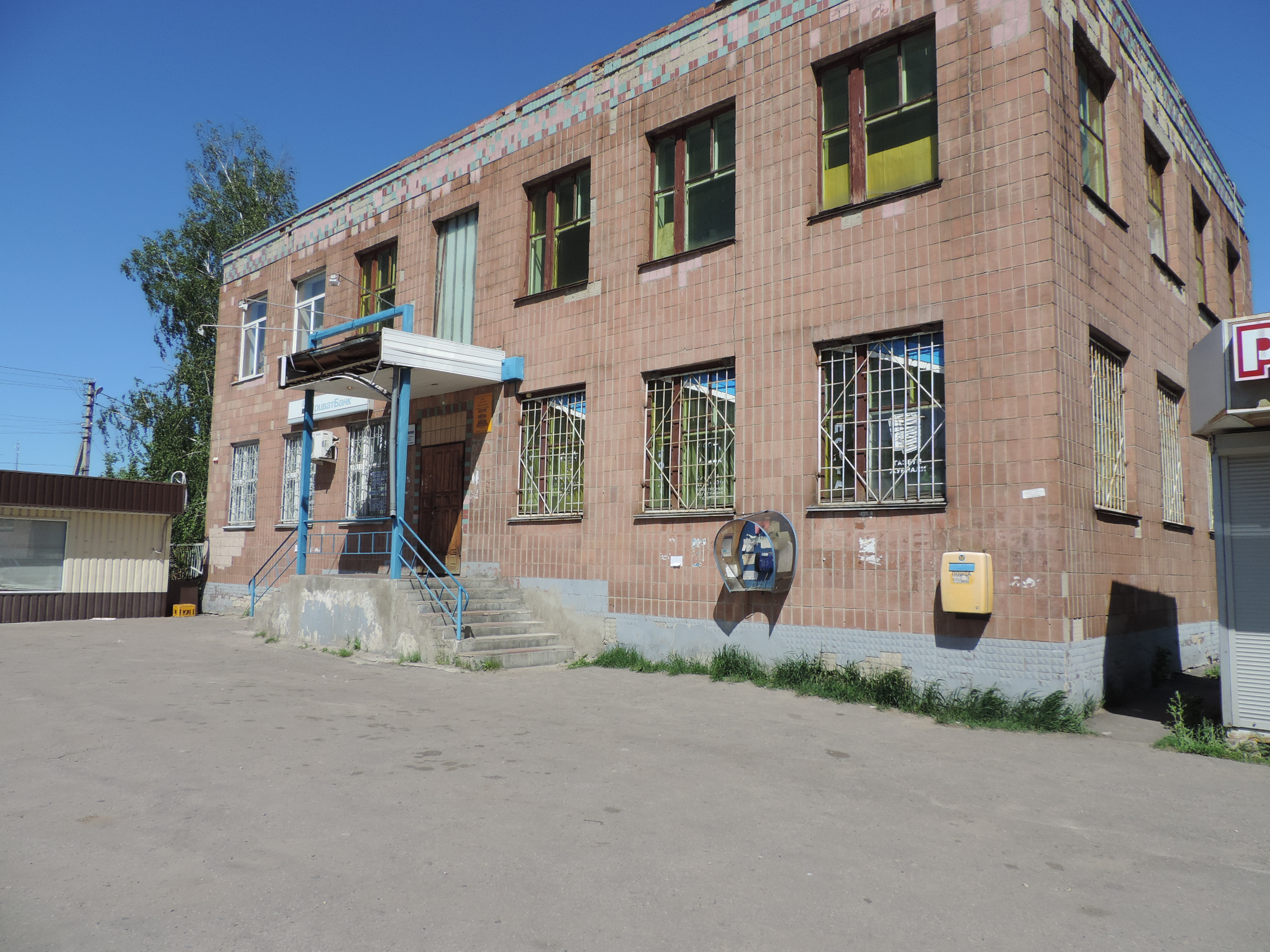
Sa Poste.
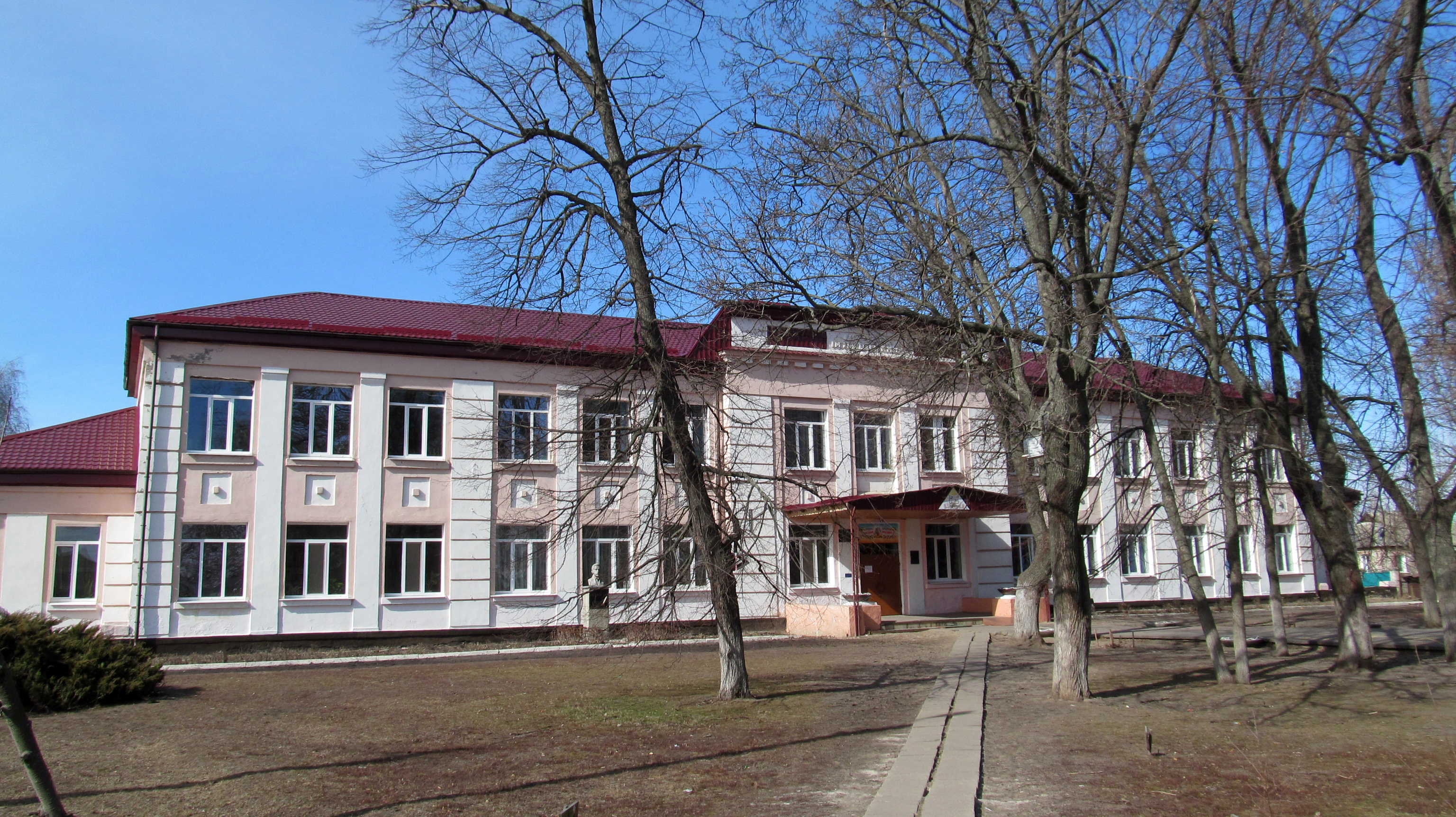
Une école.
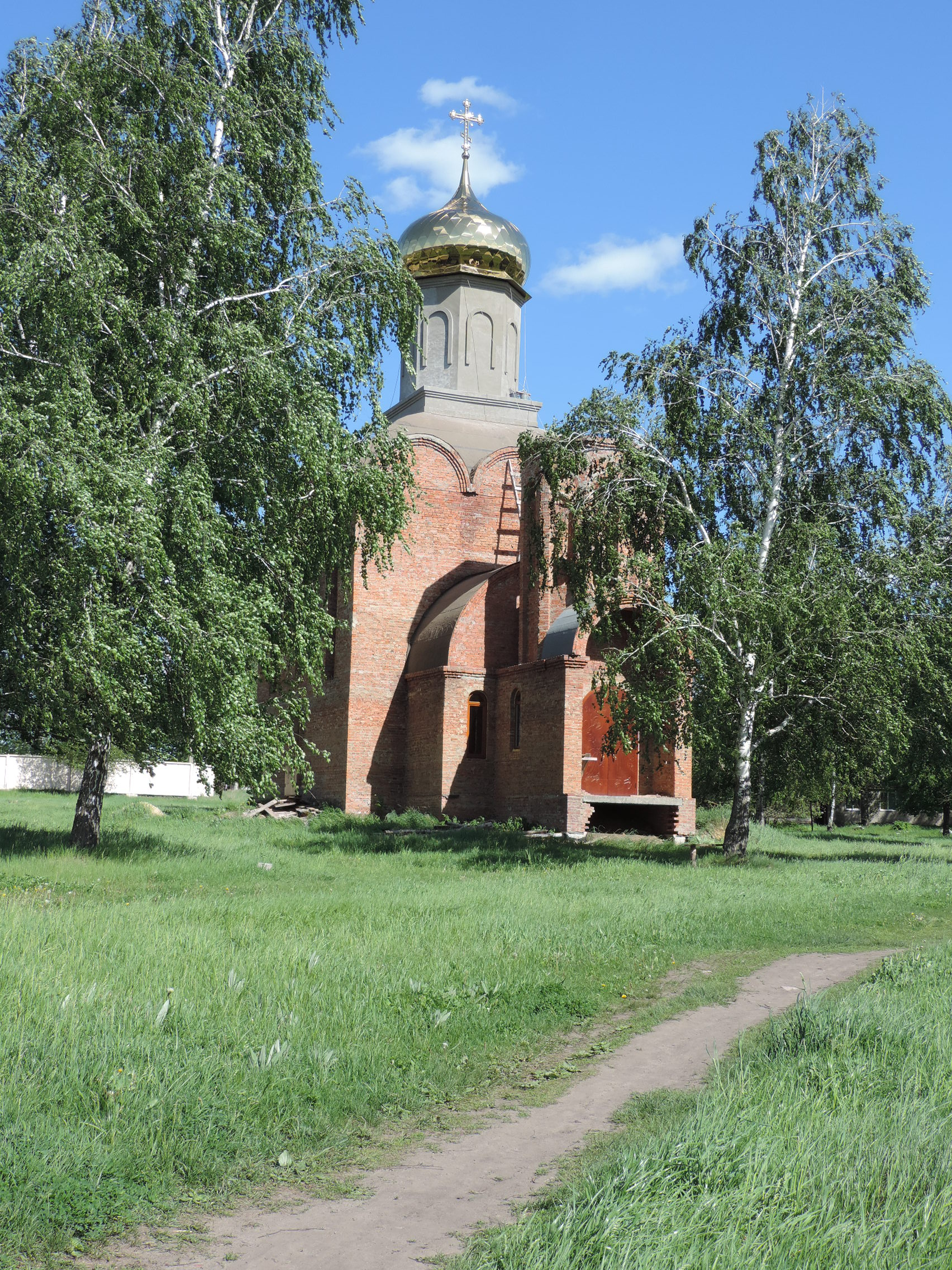
Deux
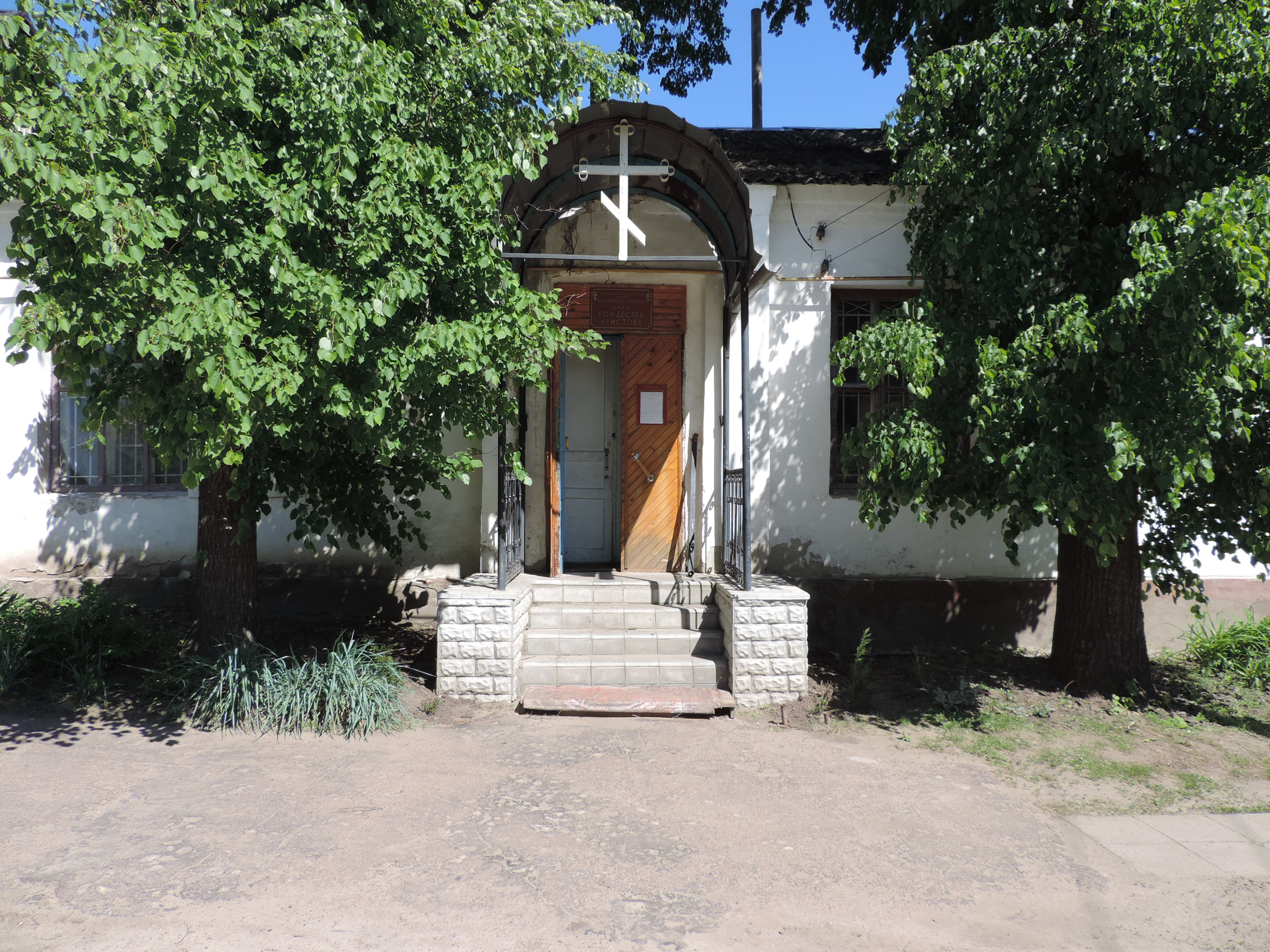
églises.
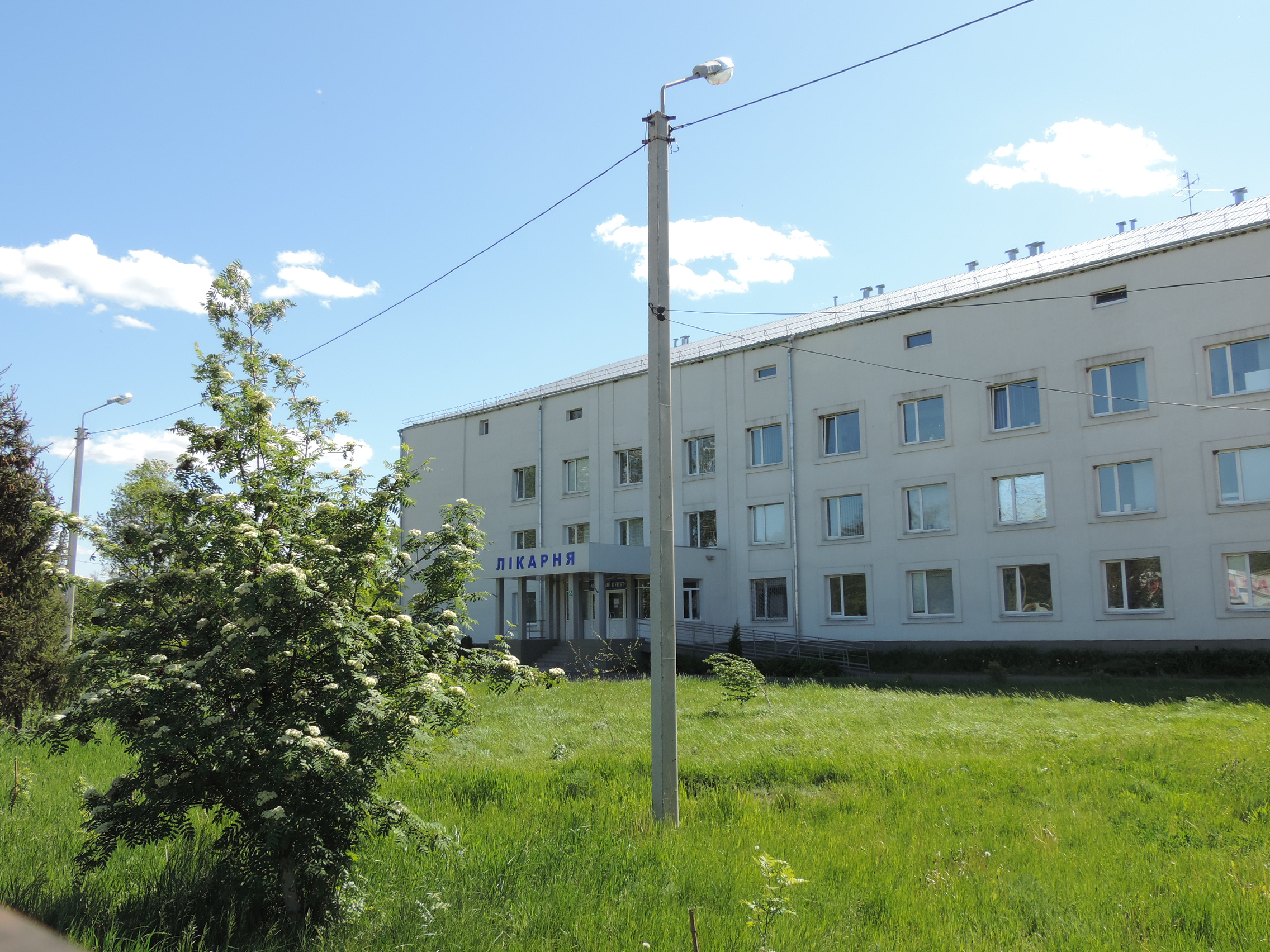
L'hôpital.
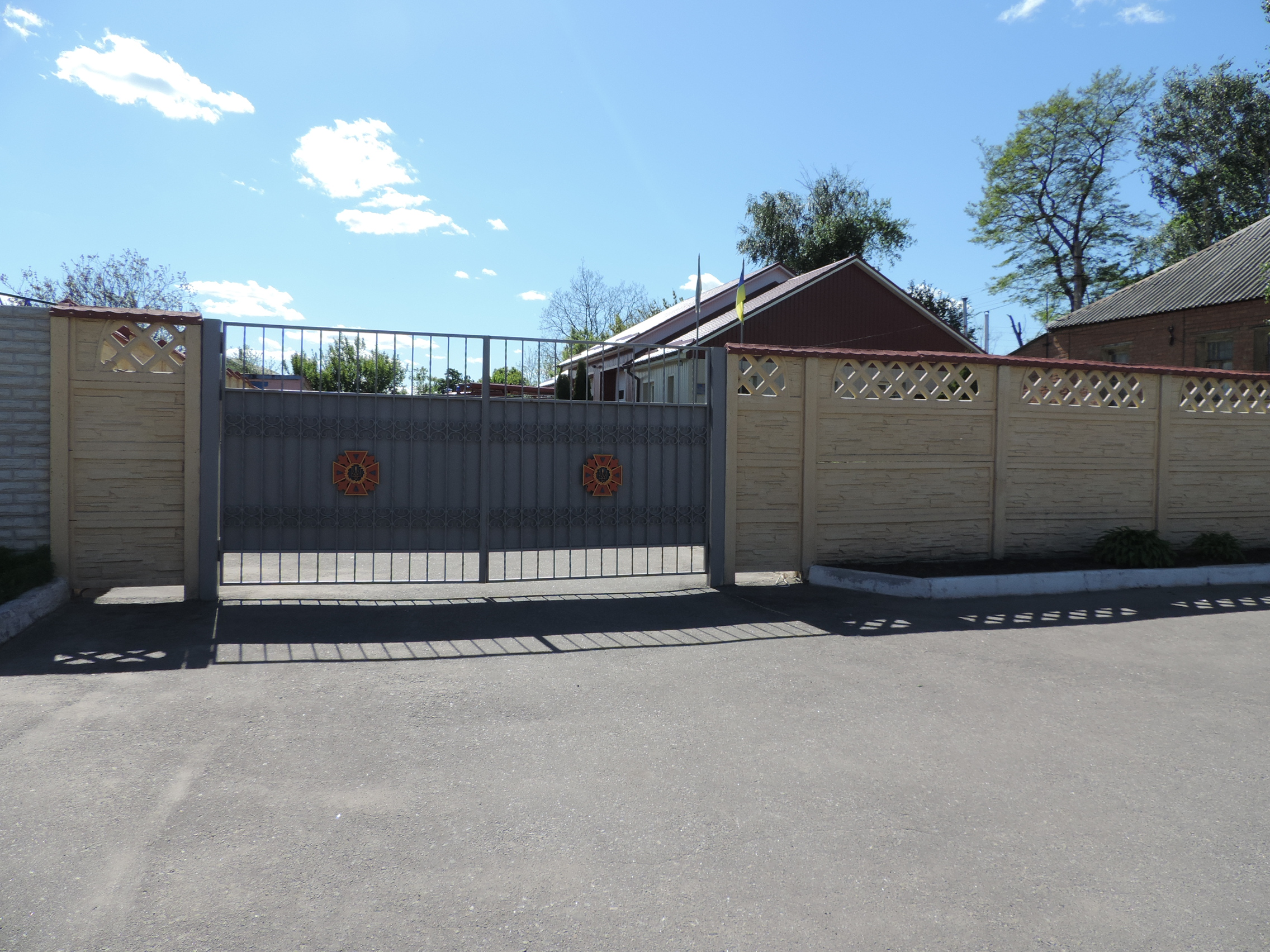
Le centre de protection contre les incendies.